# ماركو أنطونيو (لاعب كرة قدم)
ماركو أنطونيو (23 أكتوبر 1978 في البرازيل - ) هو لاعب كرة قدم برازيلي في مركز الهجوم. لعب مع أتلتيكو مينييرو وجونبك هيونداي موتورز ونادي أيه بي سي ونادي ساو باولو ونادي سيارا ونادي فورتاليزا ونادي فينيزيا ونادي برازيل دي بيلوتاس ونادي كورينثيانس ألاغوانو ونادي بوتافوغو اس بي وRio Branco Atlético Clube ‏ ونادي أنابولينا وUnião Agrícola Barbarense Futebol Clube ‏ وكومرسيال ‏ ونادي سانتا كروز ونادي إيراكليس ونادي ناوتيكو.

## وصلات خارجية
- ماركو أنطونيو (لاعب كرة قدم) على موقع دوري كوريا الجنوبية (الإنجليزية)
- ماركو أنطونيو (لاعب كرة قدم) على موقع قاعدة بيانات كرة القدم.إي يو (الإنجليزية)
- ماركو أنطونيو (لاعب كرة قدم) على موقع قاعدة بيانات كرة القدم.إي يو (الإنجليزية)